# 小行星6879
小行星6879（英語：6879 Hyogo）是一颗围绕太阳公转的小行星。1994年10月14日，K. Ito在Sengamine发现了此天体。
这颗小行星的绝对星等为307.213022375106等。